# هرج‌ومرج (جنگ داخلی انگلستان)
هرج و مرج (انگلیسی: The Anarchy) جنگ داخلی میان نرماندی و انگلستان در طول مناقشه‌های جنگ جانشینی بود. سرانجام این مناقشات داخلی به معاهده والینگفورد ختم شد. بر طبق معاهدهٔ موصوف؛ استیون، می‌توانست کماکان پادشاه باقی بماند، به شرط آنکه فرزند امپراتریس ماتیلدا — هنری پلانتاژنه («هنری دوم») — را به عنوان وارث و جانشین خود برگزیده و نسبت به این موضوع، تمکین نماید.